# Élections municipales serbes de 2020
Les élections municipales serbes de 2020 ont lieu le 21 juin 2020 en Serbie afin de renouveler les conseillers des municipalités du pays. Le scrutin est organisé en même temps que les élections législatives. Initialement prévus pour le 26 avril 2020, le scrutin est reporté en raison de la propagation de la pandémie de coronavirus dans le pays, qui pousse le gouvernement à décréter l'état d'urgence le 15 mars.